# Coast to Coast
Coast to Coast är ett studioalbum av den irländska musikgruppen Westlife. Det gavs ut den 6 november 2000 och innehåller 16 låtar.

## Låtlista
| Nr  | Titel                                    | Längd |
| --- | ---------------------------------------- | ----- |
| 1.  | My Love (Radio Edit)                     | 3:51  |
| 2.  | What Makes a Man                         | 3:50  |
| 3.  | I Lay My Love On You                     | 3:29  |
| 4.  | Against All Odds (Take a Look At Me Now) | 3:20  |
| 5.  | When You're Looking Like That            | 3:52  |
| 6.  | Close                                    | 4:04  |
| 7.  | Somebody Needs You                       | 3:07  |
| 8.  | Angels Wings                             | 4:02  |
| 9.  | Soledad                                  | 3:57  |
| 10. | Puzzle of My Heart                       | 3:39  |
| 11. | Dreams Come True                         | 3:06  |
| 12. | No Place That Far                        | 3:12  |
| 13. | You Make Me Feel                         | 3:38  |
| 14. | Loneliness Knows Me By Name              | 3:02  |
| 15. | Fragile Heart                            | 2:59  |
| 16. | Every Little Thing You Do                | 4:07  |

## Listplaceringar
| Lista              | Topplacering |
| ------------------ | ------------ |
| Australien         | 40           |
| Belgien (Flandern) | 17           |
| Danmark            | 27           |
| Finland            | 32           |
| Nederländerna      | 13           |
| Norge              | 6            |
| Nya Zeeland        | 2            |
| Schweiz            | 38           |
| Sverige            | 3            |
| Österrike          | 59           |